# Александар Јанковић (дипломата)
Александар Јанковић (Београд, 1972) је српски дипломата и економиста. Тренутни је амбасадор Србије у Алжиру.
Дипломирао је и завршио мастер студије на Економском факултету у Београду. Пре него што је постао дипломата радио је у области привреде.
Ожењен је и има двоје деце. Говори енглески и француски језик.

## Научно-истраживачки рад
Аутор је књиге „Кипар - историјат уједињења” заједно са Живорадом Симићем која је објављена у Свету књиге у Београду 2015. године. Самостално је објавио књигу „Привредни развој Кине - повезивање на кинески начин” у издању београдског Центра за истраживање повезивања Пута свиле 2017. године.
Учествовао је на семинару о решавању конфликта и устројству Европске уније у Стокхолму у новембру 2000. године. Семинар је организовало Министарство спољних послова Краљевине Шведске. Од 1998. до 1999. је био на Дипломатској академији Министарства иностраних послова Савезне Републике Југославије.

## Дипломатска каријера
У јулу 1998. улази у дипломатске воде прво као приправник, а потом и као аташе у министарству. На овим положајима остаје до марта 2001. године.  Тада је именован за аташеа у југословенској амбасади у Лондону. Касније је постао и трећи секретар за политичке и економске послове Амбасаде у Лондону СРЈ. У Лондону је службовао до јуна 2003. када је прешао на Кипар где је био други секретар за политичке и економске послове Амбасаде у Никозији СЦГ. У јуну 2005. се враћа у Београд, у министарству је био први секретар и координатор за билатералну сарадњу Министарства. У фебруару 2006. је учествовао на семинару о институцијама Европске уније који је организовало Министарство спољних послова Краљевине Белгије у Бриселу, потом је у августу 2006. именован за саветника за политичке послове, штампу, информисање и културу српског амбасадора у Пекингу. Током боравка у Кини је од 2006. до 2012. учествовао на неколико семинара и конференција везаних за унутрашњи развој и спољну политику НР Кине. Семинари су одржани у неким од најзначајних кинеских градова: Пекингу, Шангају, Ћићихару, Вусију, Суџоуу и Тајџоуу. У септембру 2012. се поново враћа у министарство и нардене три године је био заменик начелника Одељења за Азију, Аустралију и Пацифик, а од 2015. до 2017. је био начелник поменутог одељења у рангу министар-саветник.
У априлу 2017. је постављен за амбасадора у Алжиру. Поред Алжира, он је и нерезиденцијални амбасадор наше земље у Гвинеји Бисао.